# فوغان جونز
فوغان جونز (بالإنجليزية: Vaughan Jones)‏ هو عالم رياضيات ولد في 31 ديسمبر 1952 في غيسبورن ‏, نيوزيلندا ، اشتهر بعمله على Von Neumann algebra، knot polynomial, حائز على جائزة وسام فيلدز.

## وصلات خارجية
- الموقع الرسمي لجائزة وسام فيلدز